# Klara Žižićová
Klara Žižićová (vlastním jménem Mara Žižić; 1626 – 21. září 1706, Šibenik) byla chorvatská římskokatolická řeholnice a zakladatelka kongregace Františkánských sester od Neposkvrněné.

## Život
Narodila se roku 1626 ve farnosti Promina, mezi městy Drniš a Knin. Bydlela v oblasti pod tureckou nadvládou.
Roku 1701 odešla do Šibeniku, který byl pod vládou benátčanů, kde bydlela v malém starším domě. Zde se chtěla zcela věnovat náboženskému životu a proto po schválení biskupem Ivanem Dominikem Callegarim, založila kongregaci sester která se řídila stanovy sv. Františka z Assisi. Své sliby složila roku 1679 na svátek sv. Alžběty Uherské a to spolu se sestrou Serafinou Burmaz. Poté, co se rozrostla komunita sester založila hospic ve Varoši kde se sestry starali o chudé a nemocné. Mnoho lidí v hospicu bylo nakaženo morem a leprou.
Dnes její kongregace nese jméno Františkánské sestry od Neposkvrněné.
Zemřela 21. září 1706. Její tělo odpočívá v kostele sv. Vavřince v Šibeniku.

## Proces blahořečení
Proces blahořečení byl za hej po roku 2000 a to v diecézi Šibenik. Dne 5. května 2004 vydala Kongregace pro blahořečení a svatořečení tzv. "Nihil obstat" což znamená že nic nebrání procesu blahořečení. Dne 31. května 2016 byl ukončen proces na diecézní úrovni.